# 1873 a vasúti közlekedésben
Ez a szócikk a 1873-ban történt vasúti eseményeket mutatja be.

## Események Magyarországon
- Március 10. - Megnyílt a Hatvan–Szolnok-vasútvonal, ami ma a 82-es vasútvonal.
- Július 28. - Leég a MÁV gépgyár egy része. A MÁV elhatározza, hogy a leégett rész újjáépítésével együtt létrehozza a MÁV főműhelyét, az Északi Főműhelyt[1]
- Október 11. - Meghatározzák a vegyesvonati kőolajszállítmányok biztonsági szabályait. Kőolaj csak nyitott kocsin szállítható, a kőolajszállító kocsi elé személykocsi nem kerülhet.[1]